# Raïon d'Ouchatchy
Le raïon d'Ouchatchy (en biélorusse : Ушацкі раён, Ouchatski raïon ; en russe : Ушачский район, Ouchatchski raïon) est une subdivision de la voblast de Vitebsk, en Biélorussie. Son centre administratif est la commune urbaine d'Ouchatchy.

## Géographie
Le raïon couvre une superficie de 1 489,38 km2, dans le centre de la voblast. Le raïon d'Ouchatchy est limité au nord par le raïon de Polatsk, à l'est par le raïon de Choumilina et le raïon de Bechankovitchy, au sud par le raïon de Lepiel, et à l'ouest par le raïon de Dokchytsy et le raïon de Hlybokaïe.

## Histoire
Le raïon d'Ouchatchy a été créé le 17 juillet 1924.

## Population

### Démographie
Les résultats des recensements de la population (*) font apparaître une diminution rapide de la population du raïon depuis 1959.
| 1959*  | 1970*  | 1979*  | 1989*  | 1999*  | 2009*  |
| ------ | ------ | ------ | ------ | ------ | ------ |
| 35 154 | 30 981 | 26 474 | 23 568 | 21 538 | 15 970 |

### Nationalités
Selon les résultats du recensement de 2009, la population du raïon se composait des nationalités suivantes :
- 94,83 % de Biélorusses ;
- 3,99 % de Russes.

### Langues
En 2009, la langue maternelle était le biélorusse pour 88,2 % des habitants du raïon d'Ouchatchy et le russe pour 10,46 %. Le biélorusse était parlé à la maison par 76,56 % de la population et le russe par 18,53 %.